# Dobroč
Dobroč (ungarisch Dabar – bis 1907 Dobrocs) ist eine Gemeinde im Süden der Slowakei mit 598 Einwohnern (Stand 31. Dezember 2024). Sie gehört zum Okres Lučenec, einem Kreis des Banskobystrický kraj, und ist zugleich Teil der traditionellen Landschaft Novohrad.

## Geographie

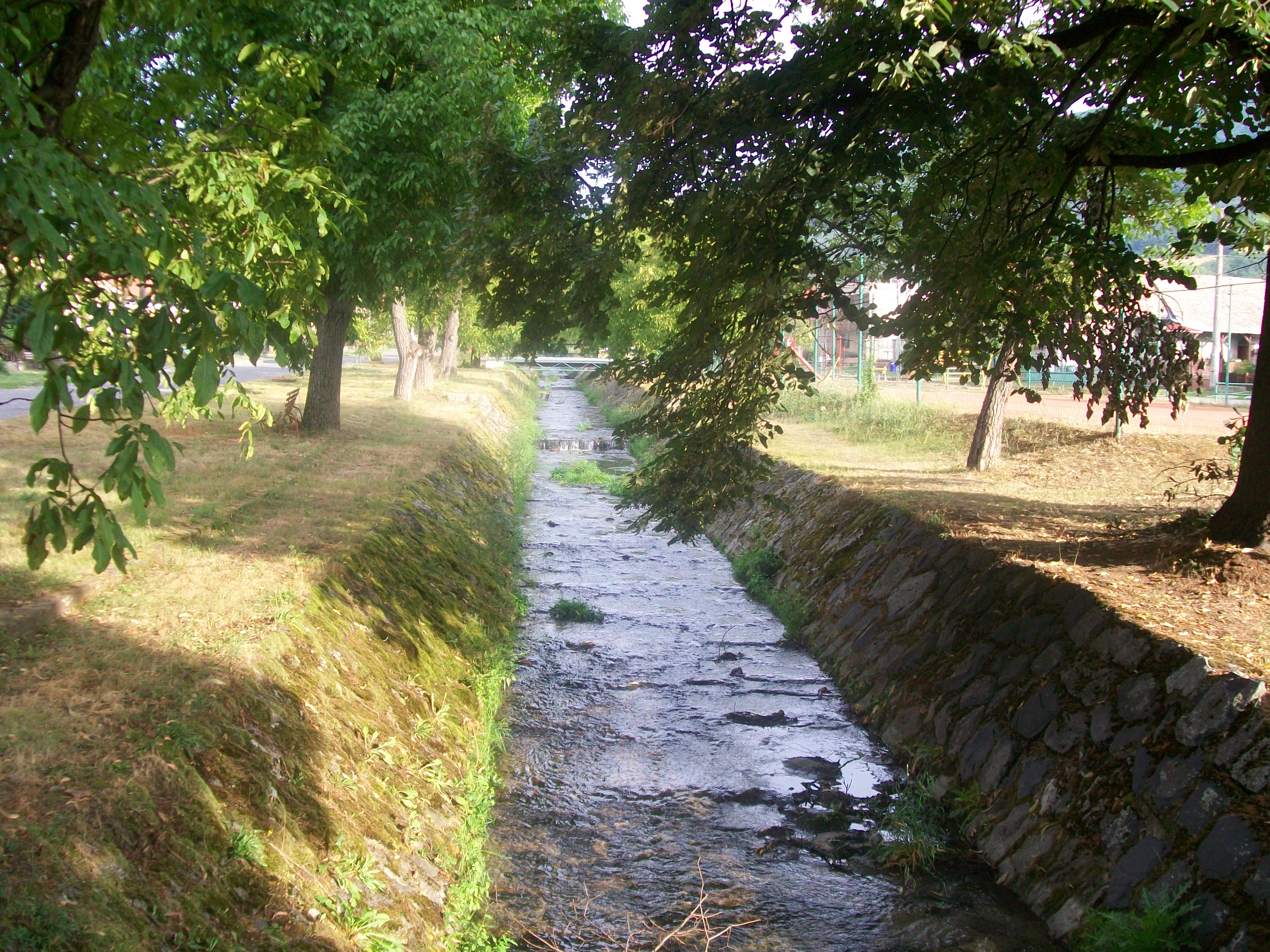
Der Dobročský potok

Die Gemeinde befindet sich am Westrand des Slowakischen Erzgebirges, genauer noch am Westrand von Stolické vrchy im Tal des Baches Vrbnický potok, einem linksufrigen Zufluss des nahen Krivánsky potok. Das Ortszentrum liegt auf einer Höhe von 272 m n.m. und ist 19 Kilometer von jeweils Detva und Lučenec entfernt.
Nachbargemeinden sind Podkriváň und Detvianska Huta im Norden, Kotmanová im Nordosten und Osten, Lovinobaňa im Südosten sowie Mýtna im Süden und Westen.

## Geschichte

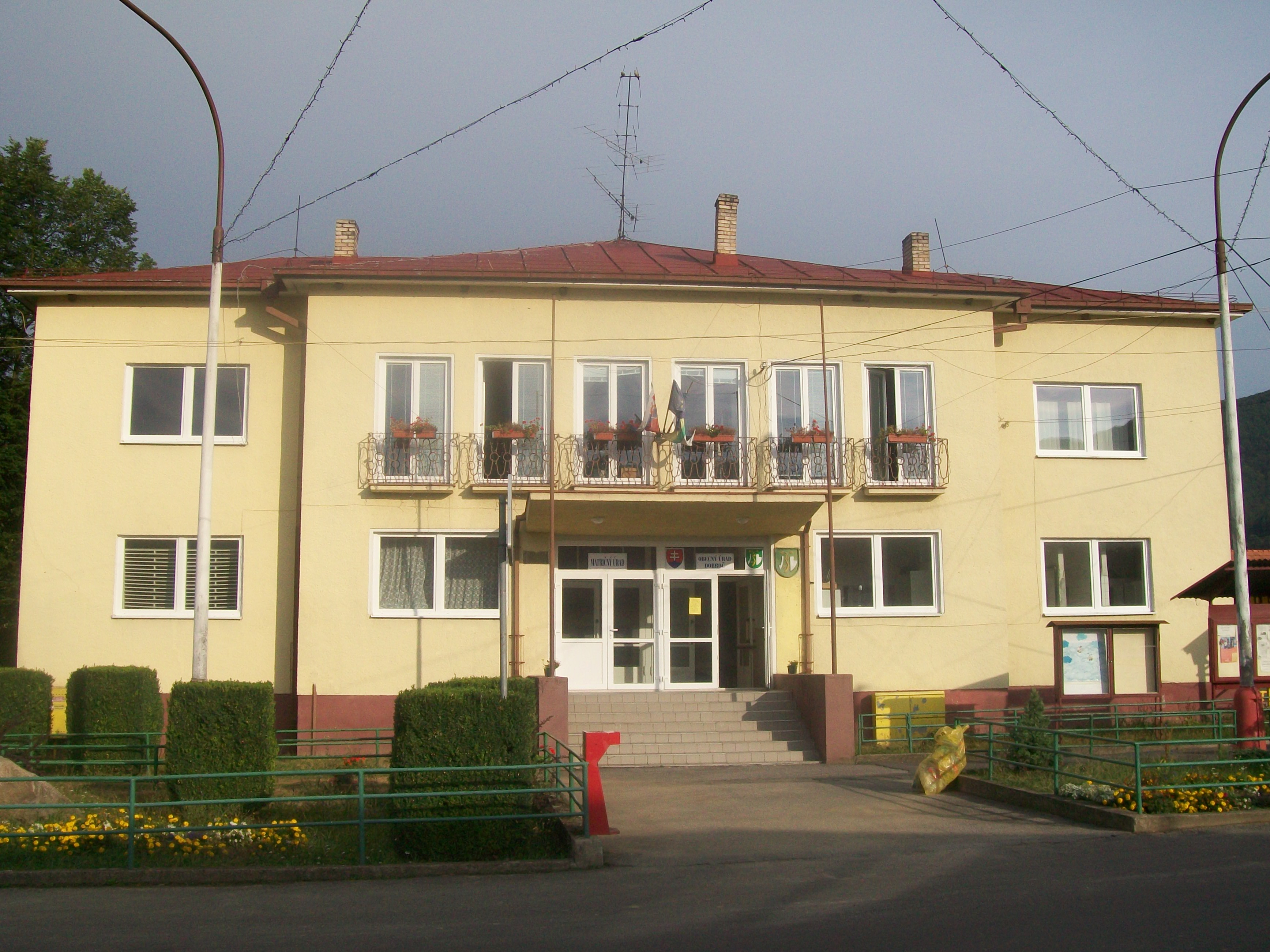
Sitz des Gemeindeamtes

Der Ort wurde zum ersten Mal 1393 als Dobrocha schriftlich erwähnt und war Teil des Herrschaftsgebiets der Burg Divín. Die Bewohner waren überwiegend als Hirten, Landwirte und Viehhalter beschäftigt. Es arbeiteten zwei Mühlen im Ort, im 18. Jahrhundert dazu noch eine kleine Brauerei. 1828 zählte man 85 Häuser und 570 Einwohner.
Bis 1918/1919 gehörte der im Komitat Neograd liegende Ort zum Königreich Ungarn und kam danach zur Tschechoslowakei beziehungsweise heute Slowakei.

## Bevölkerung
| Jahr                | 1994 | 2004    | 2014    | 2024    |
| ------------------- | ---- | ------- | ------- | ------- |
| Anzahl der Personen | 714  | 680     | 642     | 598     |
| Unterschied         |      | −4,76 % | −5,58 % | −6,85 % |

| Jahr                | 2023 | 2024    |
| ------------------- | ---- | ------- |
| Anzahl der Personen | 596  | 598     |
| Unterschied         |      | +0,33 % |

Gemäß der Volkszählung 2011 wohnten in Dobroč 650 Einwohner, davon 618 Slowaken, drei Magyaren, zwei Deutsche und ein Pole. 26 Einwohner machten keine Angabe zur Ethnie.
362 Einwohner bekannten sich zur Evangelischen Kirche A. B., 190 Einwohner zur römisch-katholischen Kirche, 10 Einwohner zur griechisch-katholischen Kirche, vier Einwohner zu den Zeugen Jehovas sowie jeweils ein Einwohner zur altkatholischen Kirche, zur evangelisch-methodistischen Kirche und zur reformierten Kirche; ein Einwohner bekannte sich zu einer anderen Konfession. 32 Einwohner waren konfessionslos und bei 48 Einwohnern wurde die Konfession nicht ermittelt.

## Bauwerke

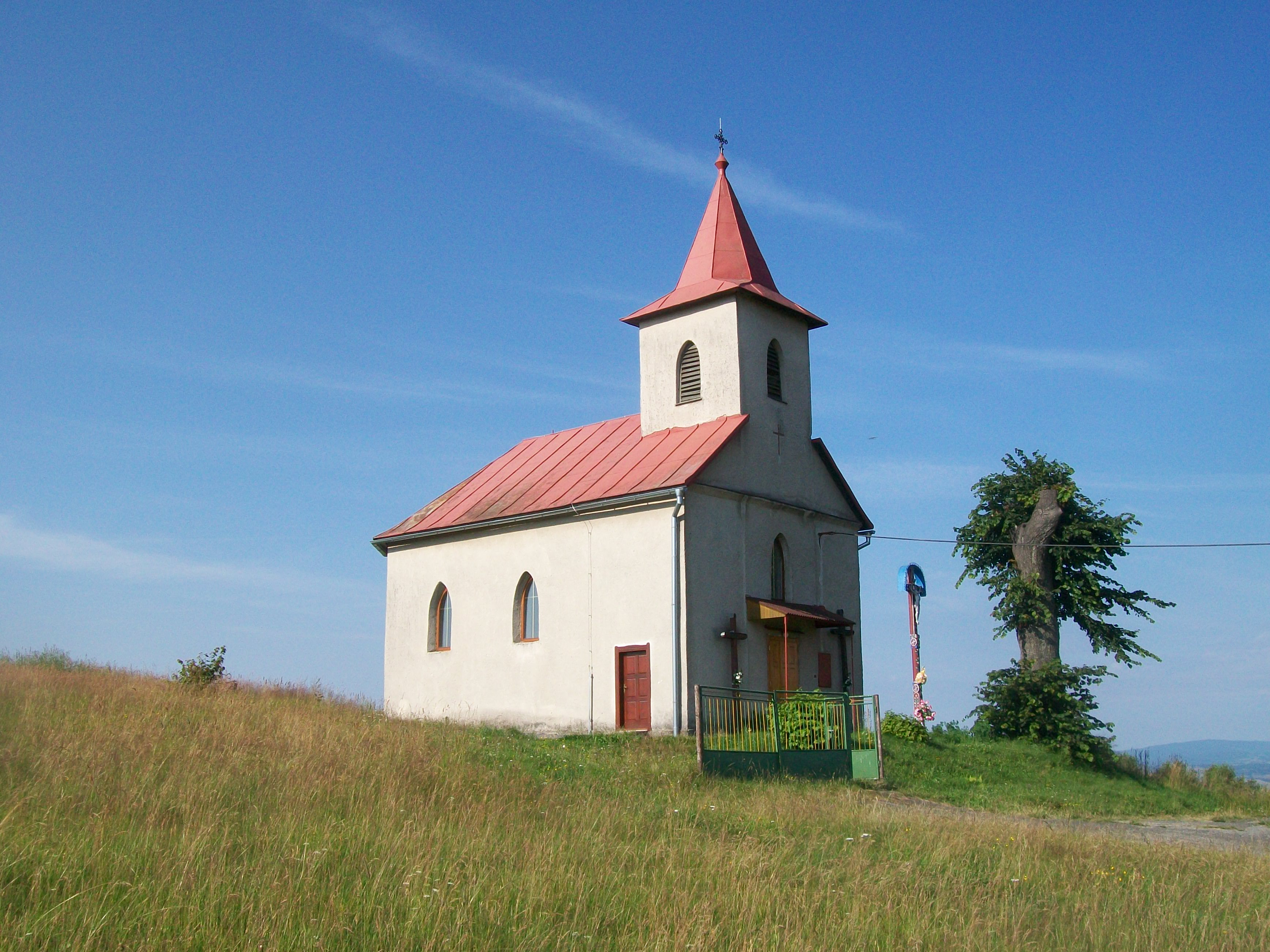
Heiligstes-Herz-Jesu-Kapelle beim Weiler Brestina

- evangelische, ursprünglich römisch-katholische Kirche im frühgotischen Stil aus dem 13. Jahrhundert, im 17. und 19. Jahrhundert erneuert
- Holzglockenturm im Barockstil aus dem 18. Jahrhundert